# Pushing Buttons
Pushing Buttons é o terceiro EP da banda Grinspoon, lançado a 21 de Setembro de 1998.

## Faixas
1. "Black Friday" – 2:28
2. "More Than You Are" – 3:11
3. "Snap Your Fingers, Snap Your Neck" – 4:26
4. "Busy" – 2:27
5. "Explain" – 1:45
6. "Black Friday" (Ao vivo) – 2:34

## Créditos
- Phil Jamieson - Vocal
- Pat Davern - Guitarra
- Joe Hansen - Baixo
- Kristian Hopes - Bateria